# Біблійна колекція
«Біблійна колекція» — цикл фільмів на Біблійну тематику, створених компанією Turner Network Television (TNT). Першим фільм із серії — «Авраам» — вийшов на екрани в квітні 1994 року. Завершено цикл фільмом «Фома» у квітні 2001 року. Біблійна колекція складається з 27 історій міні-серіалу, об'єднані в 17 фільмів.

## Фільми
Фільми спочатку випускалися як автономні телевізійні фільми або як короткі мінісеріали, і були зібрані і випущені в пронумерованому збірнику. Порядок списку фільмів у збірниках може трохи відрізнятися від порядку, в якому були зроблені фільми по роках.
- Біблійна колекція 01 Ісус: Бог і людина (1999)
- Біблійна колекція 02 Яків[en] (1994)
- Біблійна колекція 03 Пророк Мойсей: Вождь-визволитель (1995)
- Біблійна колекція 04 Самсон і Деліла[en] (1996)
- Біблійна колекція 05 Цар Давид: Ідеальний володар (1997)[3]
- Біблійна колекція 06 Йосип Прекрасний: Намісник фараона (1995)
- Біблійна колекція 07 Авраам: Хранитель віри (1994)
- Біблійна колекція 08 Пророк Єремія: Викривач царів[en] (1998)
- Біблійна колекція 09 Цар Соломон: Наймудріший з мудрих (1997)
- Біблійна колекція 10 Апостол Павло: Диво на шляху в Дамаск[it] (2000)
- Біблійна колекція 11 Естер прекрасна[en] (1999)
- Біблійна колекція 12 Апокаліпсис[en] (2000)
- Біблійна колекція 13 Книга буття: Створення Світу[en] (1994)
- Біблійна колекція 14 Марія Магдалина[de] (2000)
- Біблійна колекція 15 Юда[en] (2001)
- Біблійна колекція 16 Апостол Фома[de] (2001)
- Біблійна колекція 17 Йосип з Назарету[en] (2000)

Перші фільми циклу, випущені на VHS відеокасетах — Авраам (1994), Йосип (1995), Мойсей (1995), Давид (1997)